# Pic Demirkazık
El pic Demirkazık (turc: Demirkazık Dağı) és un pic del massís Aladağlar a les Muntanyes del Taure (Turquia). El nom Demirkazık, literalment "posta de ferro", és típic de diversos cims a Turquia. Administrativament es troba al districte de Çamardı de la província de Niğde a 37° 47′ 47″ N, 35° 09′ 20″ E / 37.79639°N,35.15556°E. L'atles de geografia turca li assigna una altitud de 3.756 metres. Sent una muntanya cònica, és un cim famós entre els alpinistes. Tanmateix, pot no ser el punt més alt de la serralada.
La primera escalada reeixida, documentada i fotografiada fou a càrrec de Georg Künne, Wilhelm Martin, la seva muller Marianne i el guia local Veli Çavuş el juliol de 1927.